# Nkosi sikelel' iAfrika

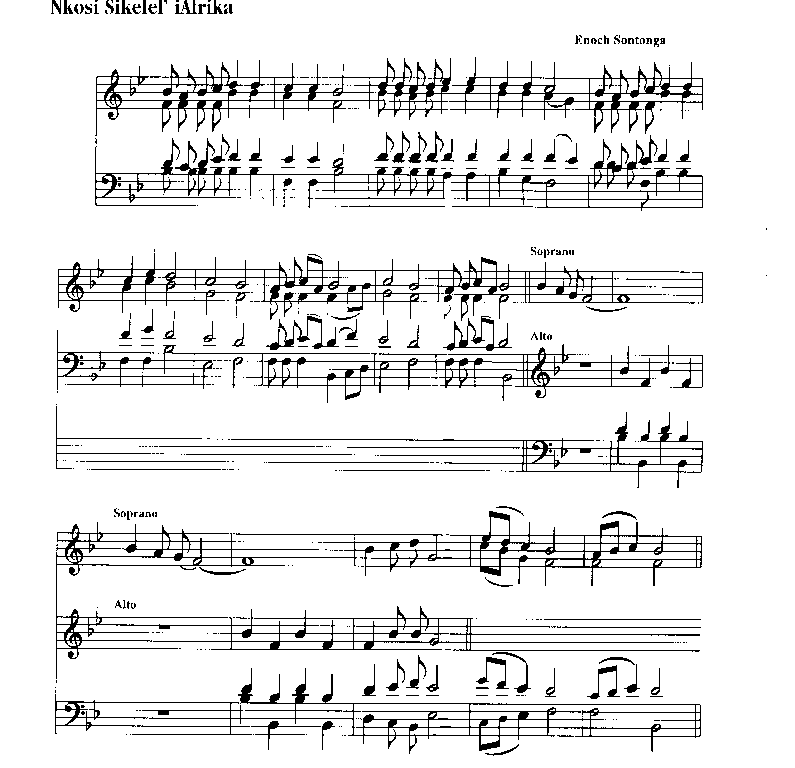

Nkosi sikelel' iAfrika (Heer, zegen Afrika) is een van de twee liederen waaruit het volkslied van Zuid-Afrika is samengesteld. Het eerste couplet van het lied is geschreven en gecomponeerd in het Xhosa in 1897 door Enoch Sontonga, schoolmeester op een Methodistische missieschool in Johannesburg. De andere zeven coupletten in Xhosa werden in 1927 toegevoegd door de dichter Samuel Mqhayi. Later werden versies in andere talen gepubliceerd. Het lied werd populair als kerklied, maar werd later ook op politieke bijeenkomsten gespeeld als strijdlied tegen de apartheid. In 1994 werd het samen met Die Stem van Suid-Afrika het officiële volkslied van Zuid-Afrika. In 1997 werd een nieuw officieel volkslied vastgesteld, waarvan de eerste twee coupletten afkomstig zijn van Nkosi sikelel' iAfrika.

## Oorspronkelijke tekst
eerste couplet en refrein van Sontonga, andere coupletten van Mqhayi):
Nkosi, sikelel' iAfrika;
Malupakam'upondo lwayo;
Yiva imitandazo yetu
Usisikelele.
Refrein:
Yihla Moya, Yihla Moya,
Yihla Moya Oyingcwele
Sikelela iNkosi zetu;
Zimkumbule umDali wazo;
Zimoyike zezimhlouele,
Azisikelele.
Sikelel' amadol' esizwe,
Sikelela kwa nomlisela
Ulitwal'ilizwe ngomonde,
Uwusikilele.
Sikelel'amakosikazi;
Nawo onk'amanenekazi;
Pakamisa wonk'umtinjana
Uwusikilele.
Sikelela abafundisi
Bemvaba zonke zelilizwe;
Ubatwese ngoMoya Wako
Ubasikelele.
Sikelel'ulimo nemfuyo;
Gxota zonk'indlala nezifo;
Zalisa ilizwe ngempilo
Ulisikelele.
Sikelel'amalinga etu
Awomanyana nokuzaka,
Awemfundo nemvisiswano
Uwasikelele.
Nkosi Sikelel' iAfrika;
Cima bonk' ubugwenxa bayo
Nezigqito, nezono zayo
Uyisikelele.

## Versie met tekst deels in hetXhosa, deels in hetSotho
Nkosi Sikelel’ iAfrika
Maluphakamis’ uphondo lwayo
Yizwa imithandazo yethu
Usisikelele, usisikele
Nkosi Sikelel’ iAfrika
Maluphakmis’ uphondo lwayo
Yizwa imithandazo yethu
Nkosi sikelela, Thina lusapho Iwayo
Woza Moya (woza, woza)
Woza Moya (Woza, woza)
Woza Moya, oyingcwele
Nkosi sikelela
Thina lusapho lwayo
Morena boloka Sechaba sa heso
O fedise dintwa le matswenyeho
Morena boloka sechaba sa heso
O fedise dintwa le matswenyeho
O se boloke, o se boloke
O se boloke, o se boloke
Sechaba sa heso, Sechaba sa Afrika
O se boloke Morena, o se boloke
O se boloke Sechaba, o se boloke
Sechaba sa heso, se Sechaba sa Afrika
Ma kube njalo! Ma kube njalo!
Kude kube ngunaphakade
Kude kube ngunaphakade!